# WSJT-X
WSJT-X是一个用于业余无线电爱好者之间弱信号无线电通信的计算机程序。该程序最初由约瑟夫·泰勒（呼号K1JT）编写，现在已开源，并由一个小团队开发维护。WSJT-X的数字信号处理技术使业余无线电操作员能够更容易地利用诸如高速流星散射和月面反射等特殊传播模式。此外，WSJT-X还可以将信号报告发送到诸如PSK Reporter等信号监听网络。

## 历史
WSJT-X的前身WSJT最早发布于2001年，期间经历了多次重大修订。在软件开发过程中，许多通信模式曾被增加或移除，最新版本的WSJT是用Python和C语言编写的，并包含一些用Fortran编写的工具组件。自2005年以来，该软件作为开源软件以GNU通用公共许可证发布。为了符合变更后的许可，约瑟夫·泰勒和其他几位开发者花费数月进行了重写。
WSJT版本直到7.06 r1933（俗称WSJT7）和更早的版本都是之前版本的集合，因此WSJT7包含了16种不同的模式（FSK441、JT6M、JT65 A—C变体、JT2、JT4 A—G变体、WSPR以及JT64A的预览版）。在8.0版（俗称WSJT8）中，可用的模式完全改变，现在WSJT8提供5种不同的模式（JTMS、ISCAT、JT64A、JT8和Echo）——这些模式与WSJT7或更早的版本不兼容，因此WSJT7中的JT64A预览版无法与WSJT8中的稳定版JT64A通信。

## 软件包含的通讯模式
该软件主要侧重于弱信号操作和高级数字信号处理技术。不同的通信模式依赖于不同的电离层传播模式，可以用于多个不同的波段。
WSJT-X包含的通信模式可分为快速模式和慢速模式。快速模式在没有纠错的情况下逐字符发送，而慢速模式则侧重于低功率操作、电离层传播条件较差等误码率较高的情况。截至WSJT10版本，可用的快速模式有JTMS、FSK441、ISCAT和JT6M，慢速模式有JT65和JT4。WSJT-X 1.8还实现了“慢速”模式JT9、FT8和 QRA64。一些模式派生出了具有更大音调间距的子模式。此外还有WSPR和Echo两种模式，分别用于测量传播和测试月面反射回波情况。

### FSK441
FSK441于2001年作为WSJT首个通信模式推出，一般用于流星反射通信。这种信号可能短至十分之一秒，但其携带的信号足以完成一个周期的通信。 FSK441采用四音多频移键控，数据传输速率为441波特。由于协议中字符编码的选择，它是自同步的，不需要明确的同步音调。FSK441通常用于2米波段和70厘米波段的业余无线电通信。几乎在任何时间（即不需要流星雨）都可以在距离高达1400英里（约2250公里）的范围内进行通信。
从2.1.2版开始，WSJT-X不再包含此模式。

### JT6M
JT6M于2002年末推出，主要用于流星散射和其他电离层散射信号，对6米波段进行了优化。该模式也采用多频移键控技术，但使用44个音调。其中一个音调是同步音调，剩下的43个音调用于传输数据（字符集中每个字符对应一个音调，包括字母数字和一些标点符号）。符号速率为21.53波特，实际编码后的传输数据速率为每秒14.4个字符。该模式因其声音有点像短笛音乐而闻名。
从2.1.2 版开始，WSJT-X不再包含此模式。

### JT65
JT65于2003年末开发并发布，旨在处理极其微弱但变化缓慢的信号，例如通过对流层散射或地月反射路径传播的信号。它可以在2500Hz带宽内解码远低于背景噪声的信号（在2500Hz带宽内的信噪比约比4Hz带宽内的信噪比低28dB，后者更接近单个JT65音调的通道带宽），并且常常能使业余无线电爱好者在人耳听不到信号的情况下通联。与其他模式一样，JT65使用多频移键控；但与其他模式不同的是，消息在传输前会先经过压缩，然后通过前向纠错（FEC）进行编码。FEC为数据添加了冗余，因此即使接收端未接收到某些比特，整个消息仍然可以成功恢复。（JT65使用的是里德-所罗门码）由于有前向纠错过程，整个消息要么被正确解码，要么完全无法解码，并且这种情况发生的概率非常高。消息经过编码后，通过65音调的多频移键控进行传输。
除了对流层散射或地月反射，操作者们也开始在HF频段上使用JT65模式进行联络，通常使用QRP操作；尽管该模式最初并非为此用途设计，但由于其广泛的受欢迎程度，WSJT添加了多个新功能以便于HF操作。

### JT9
JT9是为MF和HF频段使用而设计的，首次引入于WSJT-X实验版本中。它使用与JT65相同的逻辑编码，但调制为9-FSK信号。JT9的1分钟传输间隔占用不到16Hz的带宽。（JT9还有为更长传输间隔设计的版本，包括2分钟、5分钟、10分钟或30分钟的间隔。这些扩展版本占用的带宽更小，并允许接收更弱的信号）

### FT4
2019年，约瑟夫·泰勒等人引入了FT4，这是一种实验性协议，类似于FT8，但其收发序列长度更短，以便更快地在竞赛中交换信息。FT4通过使用高斯频移键控和90Hz的带宽实现了速度的提升。